# Hotell Kämp

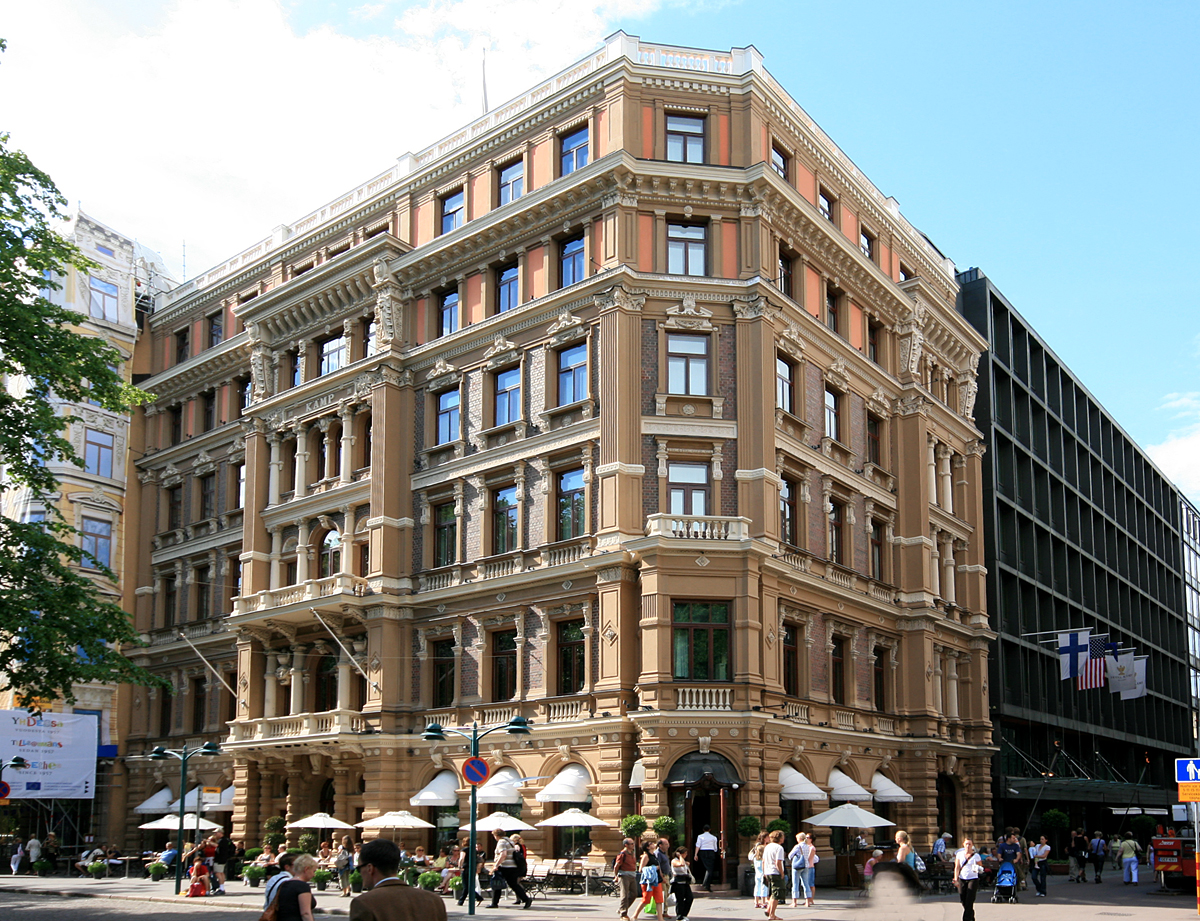
Hotell Kämp på Norra Esplanaden i Helsingfors

Hotell Kämp är ett hotell på Norra Esplanaden i stadsdelen Gloet i Helsingfors. Hotellet som invigdes 1887 är ett av de finaste hotellen i Helsingfors och har en färgrik historia bakom sig. 
Sitt namn fick huset av hotellets grundare, restauratören Carl Kämp. Theodor Höijer ritade hotellet i nyrenässansstil. År 1917 gick hotellet i banken Kansallis-Osake-Pankkis (KOP) ägo. Kämp hade stor betydelse som träffpunkt för affärsvärlden samt konstnärs- och politiska kretsar. 
Våren 1918 var Hotell Kämp högkvarter för den tyska generalen Rüdiger von der Goltz, som ledde Östersjödivisionen, som befriade Helsingfors från de röda i april 1918 i Finska inbördeskriget.
Internationellt rykte fick hotellet under vinterkriget 1939–1940, då det tjänade som högkvarter för den utländska journalistkåren.
Under 1960-talets rivningsvåg lät Kansallis-Osake-Pankki riva byggnaden 1966, varvid hotellrörelsen upphörde. I stället byggdes ett kontors- och bankpalats, vilket försågs med en likadan fasad i nyrenässans. Också spegelsalen i andra våningen byggdes upp enligt sitt tidigare utseende.
Efter bankkraschen i början av 1990-talet byggdes fastigheten åter om till hotell, inrett i retroperspektiv klassisk stil. Samtidigt övertäcktes kvarterets innergård och blev köpcentret Kämp Galleria. Hotellrörelsen övertogs 2004 av kedjan Palace Hotellit Oy, medan fastigheten förblev i pensionsförsäkringsbolaget Ilmarinens ägo.